# Waltteri Merelä
Waltteri Merelä, född 6 juli 1998, är en finländsk professionell ishockeyforward som spelar för Tampa Bay Lightning i National Hockey League (NHL).
Han har tidigare spelat för Pelicans och Tappara i Liiga och Peliitat Heinola i Mestis.
Merelä blev aldrig NHL-draftad.

## Statistik
| 2018–2019     | Pelicans            | Liiga         | 9   | 0  | 1  | 1   | 0   | —  | —  | —  | —  | —  |
|               | Peliitat Heinola    | Mestis        | 9   | 1  | 4  | 5   | 0   | —  | —  | —  | —  | —  |
| 2019–2020     | Pelicans            | Liiga         | 48  | 7  | 11 | 18  | 16  | —  | —  | —  | —  | —  |
|               | Peliitat Heinola    | Mestis        | 10  | 3  | 4  | 7   | 14  | —  | —  | —  | —  | —  |
| 2020–2021     | Pelicans            | Liiga         | 57  | 10 | 17 | 27  | 55  | 5  | 1  | 0  | 1  | 4  |
| 2021–2022     | Tappara             | Liiga         | 57  | 21 | 23 | 44  | 38  | 15 | 1  | 7  | 8  | 8  |
| 2022–2023     | Tappara             | Liiga         | 41  | 15 | 18 | 33  | 47  | 14 | 8  | 6  | 14 | 4  |
| 2023–2024     | Tampa Bay Lightning | NHL           | 1   | 0  | 0  | 0   | 0   | —  | —  | —  | —  | —  |
| NHL totalt    | NHL totalt          | NHL totalt    | 1   | 0  | 0  | 0   | 0   | —  | —  | —  | —  | —  |
| Liiga totalt  | Liiga totalt        | Liiga totalt  | 212 | 53 | 70 | 123 | 156 | 34 | 10 | 13 | 23 | 16 |
| Mestis totalt | Mestis totalt       | Mestis totalt | 19  | 4  | 8  | 12  | 14  | —  | —  | —  | —  | —  |

### Internationellt
| Källa: Uppdaterad: 2023-10-11 | Källa: Uppdaterad: 2023-10-11 | Källa: Uppdaterad: 2023-10-11 |         | Utv = Utvisningsminuter | Utv = Utvisningsminuter | Utv = Utvisningsminuter | Utv = Utvisningsminuter | Utv = Utvisningsminuter |
| År                            | Lag                           | Mästerskap                    | Matcher | Mål                     | Assists                 | Poäng                   | Utv                     |                         |
| ----------------------------- | ----------------------------- | ----------------------------- | ------- | ----------------------- | ----------------------- | ----------------------- | ----------------------- | ----------------------- |
| 2023                          | Finland                       | JVM                           | 1       | 1                       | 0                       | 1                       | 0                       |                         |
| Junior totalt                 | Junior totalt                 | Junior totalt                 | 1       | 1                       | 0                       | 1                       | 0                       |                         |